# 千円札裁判
千円札裁判（せんえんさつさいばん）とは、当時、前衛芸術家の赤瀬川原平が、1963年に印刷所で「千円札を印刷」して芸術作品を作ったことにともない、行われた裁判。裁判は1965年（昭和40年）から1967年（昭和42年）にかけて行われた。

## 内容

### 赤瀬川が作った作品
赤瀬川は、「オブジェとしての紙幣」に興味をいだき、「千円札の印刷」を考え、「千円札をオモテだけ、一色で印刷してください」と2ヶ所の印刷所に依頼した。だが、それぞれ印刷会社も「製版して印刷は無理」と断られたため、まず「製版」を依頼。できあがった原銅版をもとに別の印刷会社に「印刷」を依頼した。赤瀬川は、1963年1月にその印刷物をさらに加工して作品として発表する。
また、1963年2月の個展「あいまいな海について」の案内状が「印刷千円札の裏に、個展の案内が刷られたもの」であり、赤瀬川はそれを、関係者に現金書留で送った。
赤瀬川はまた、千円札をルーペで詳細に観察し、自筆で丹念に、原寸の200倍の大きさに拡大模写した作品「復讐の形態学」（殺す前に相手をよく見る）を制作し、1963年3月、読売アンデパンダン展に発表した。
そのほかに「数十枚の印刷千円札を板にはり、何十個ものボルトを止めた作品」「数十枚の印刷千円札の紙を『包み紙』とした梱包作品」「数枚の印刷千円札に『切り取り線』をつけた作品」などを制作・発表した。また、赤瀬川が、日本テレビの討論番組に出演した際、発言はしなかったが、「印刷千円札」を灰皿で焼いた。

### 捜査及び裁判
赤瀬川の印刷千円札が司直に知れたのは、以下の経緯による。平岡正明、宮原安春らの「犯罪者同盟」が1963年8月に刊行した書籍『赤い風船あるいは牝狼の夜』が猥褻図書の疑いで押収された。すると、その著書内に赤瀬川の作品「千円札の聖徳太子の拡大写真」も掲載されていた。その後、警察が宮原の自宅を捜索すると、「赤瀬川の印刷千円札」が発見された。
そのため、赤瀬川は1964年1月8日、当時起きていた「史上最高の芸術的ニセ札」といわれていた「チ-37号事件」につながる容疑者として、警察の取調べを受ける。だが、担当の警察官からは「不起訴になるだろう」といわれた。
しかし、同年1月27日に、“自称・前衛芸術家、赤瀬川原平”が「チ37号事件」につながる悪質な容疑者であると、朝日新聞に誇大に報道される。
翌1964年、検察庁の捜査が再開し、1965年11月に各印刷所の社長2名とともに通貨及証券模造取締法違反に問われて起訴され裁判となった。なお、検察側は赤瀬川を「思想的変質者」ととらえていた。
弁護人は当時、新左翼系の公安事件を担当して次々に無罪にしていた杉本正純に依頼。また、特別弁護人や弁護側証人には瀧口修造らの美術界の重鎮が名を連ね話題となった。赤瀬川はあくまで、「千円札のニセモノ」ではなく、「千円札の模型」として作品を製造したことを主張した。また、検察は「印刷所社長たちとの共謀」を主張したが、赤瀬川は2人と会ったこともなく、そのような事実はないと否定した。
また「千円札の模型」が芸術だという理解がない裁判官に向けてアピールするため、高松次郎、中西夏之らが弁護人として「ハイレッド・センター」の活動について法廷で説明し、当時における「前衛芸術」の状況について説明した。また、他の関係者の「前衛芸術」作品も裁判所内で多数陳列され、裁判所が美術館と化した。
「前衛芸術」とパロディ的作品の意味が法廷で争われる裁判となり、美術史上に残る裁判となった。
また、裁判が「紙幣に紛らわしい物を作った」ことが問われていたため、関係者で「紙幣に類似する物」を多数収集して、法廷に提示した。
さらに赤瀬川は、千円札を少しずつ露出を変えながら写真にとった一覧表を作成し、「紛らわしさ検査表」と命名。法廷に提示して「どこからがマズイのか」を検察側に問いただしたが、回答はもらえなかった。
1967年6月、東京地裁の一審で、「言論・表現の自由は無制限にあるものではない」とされ、「懲役3月、執行猶予1年、原銅版没収」の判決をうける。また印刷所の社長2名も有罪となった（「伝達による共謀」という理由による）。なお、赤瀬川にとっては「原銅版没収」が一番のショックであった。
赤瀬川は証人として関わった人たちにはお礼として、父親に依頼して1枚ずつ巻紙に筆で礼文を書いてもらい、「木の葉のお札」を同封して、一軒ずつ郵便受けに配ってまわった。
同年7月、赤瀬川のみ東京高裁に控訴するが、1968年11月に「控訴棄却」される。そのためさらに、1969年1月に最高裁判所に上告するが、1970年4月に「上告拒否」され、有罪確定。
なおこの裁判の間、赤瀬川は作品として「大日本零円札（本物）」などを制作した。

### 千円札裁判懇談会
1965年、現代思潮社の川仁宏が事務局長になり結成。
会員は、瀧口修造、中原佑介、針生一郎、高松次郎、中西夏之、石子順造、大島辰雄、羽永光利、今泉省彦らであった。

### 弁護人・証人等
- 特別弁護人
  - 瀧口修造、中原佑介、針生一郎
- 弁護側証人
  - 中原佑介、中西夏之、高松次郎、針生一郎、刀根康尚、篠原有司男、山本孝、愛甲健児、福沢一郎、鈴木慶則、大島辰雄、粟津潔、澁澤龍彦、池田竜雄、中村宏、秋山邦晴、山田宗睦、川仁宏
- 意見陳述
  - 奥平康弘

## 「千円札裁判」に関する都市伝説
この裁判について赤瀬川が詳細に書いた、赤瀬川の処女出版である『オブジェを持った無産者』（現代思潮社 1970年）はながらく絶版であり（赤瀬川の死後の2015年に再刊）、また文庫化もされていない。また、この事件の内容が書かれている本で容易に入手できた『東京ミキサー計画―ハイレッド・センター直接行動の記録』（ちくま文庫）には、この裁判については簡略にしか書かれていない。
以上の状況から、この事件について赤瀬川ファン等の間で誤解が生じ、一種の「都市伝説」化している。誤解及び事実は以下のとおりである。
- （誤解）赤瀬川は千円札の模写をしたため逮捕された。
  - （正）上記にあるとおり、印刷作品が問題となっている。
- （誤解）赤瀬川はニセ札製造犯人として逮捕された。
  - （正）赤瀬川が制作したのは「オモテ面だけの1色印刷」であり、「ニセ札」ではないことは捜査当局側でもすぐに明らかになった。当時、「チ-37号事件」というニセ千円札の偽造事件があり、赤瀬川もその事件を創作のきっかけとし、また捜査当局も当初はその偽造団との関連を考え捜査を開始したというものである。赤瀬川（等）が起訴されたのは、「通貨及証券模造取締法」という明治28年に施行された法律によるものであり、「貨幣、政府発行紙幣、銀行紙幣、国債証券及び地方債券に紛らわしきものを製造し又は販売することを得ず」という内容であった。捜査当局はこの法律に基づき、赤瀬川の作品が「紙幣に対する社会的信頼を損なうおそれがある」として、起訴した。なお、ニセ札を作った場合は「通貨偽（変）造・同行使罪」で逮捕される。
- （誤解）赤瀬川は千円札の模写を行っていたが、それにあきたらずついに印刷所に千円札を持ち込んで印刷を依頼したところ逮捕された。
  - （正）上記の経緯にあるとおり1963年に2ヶ所の印刷所に印刷を依頼し、「芸術作品」として発表。印刷会社側も特に異論なく仕事を受けている。捜査を受けたのが1964年1月、起訴されたのは1965年11月である。

## 第二次千円札事件
1973年、赤瀬川は雑誌『美術手帖』で「資本主義リアリズム講座」という連載を開始するが、その第6回で、「ダレにも出来ない楽しい工作」と称し、千円札を雑誌の紙面に印刷（裏面もあり）。半分に切った千円札を上下にならべ、「のりしろ」を記入した。
だが、実際にその「工作」を行って映画館で使用した読者が出て赤瀬川も警察に出頭し、検察に書類送検されたが1976年に不起訴となった。

## その他
- 赤瀬川がのち、1979年、尾辻克彦名義で「中央公論新人賞」を受賞した際、審査員の吉行淳之介、河野多恵子、丸谷才一に「お礼を差し上げます」と言って、封筒に入った「印刷千円札」を渡した。

- 西尾維新原作物語シリーズのアニメ版で度々「赤瀬川」と書かれた紙幣が登場する。